# Lubomir Staněk (pallavolista 1975)
Lubomir Staněk (Chotěboř, 5 luglio 1975) è un ex pallavolista ceco.